# GG 19 – Deutschland in 19 Artikeln
GG 19 – Deutschland in 19 Artikeln ist ein Episodenfilm über das Kapitel Die Grundrechte (Artikel 1–19) des Grundgesetzes für die Bundesrepublik Deutschland. Der von Harald Siebler initiierte Film wurde am 31. Mai 2007 uraufgeführt.
Die Regisseure Boris Anderson, Ansgar Ahlers, Marcel Ahrens, Sabine Bernardi, Axel Bold, Savaş Ceviz, David Dietl, Alan Smithee, Johannes Harth, Marion Kracht, André F. Nebe, Carolin Otterbach, Kerstin Polte, Christine Repond, Andreas Samland, Harald Siebler, Suzanne von Borsody, Johannes von Gwinner und Philipp von Werther drehten zum Teil nach eigenen Drehbüchern.

## Das Projekt
GG 19 bezweckte nicht nur eine Zusammenstellung von 19 Kurzfilmen über 19 Grundrechtsartikel des Grundgesetzes. Vielmehr sollte im Rahmen eines demokratisch angelegten Projektes die künstlerische Auseinandersetzung mit der Gesellschaft und ihren Grundrechten schrittweise in einen Film überführt werden.
Die Drehbücher der 19 Episoden wurden aus über 400 Einsendungen einer Ausschreibung durch eine siebenköpfige Jury ausgewählt – der Produzent selber wohnte den Jurysitzungen bei, hatte jedoch kein Abstimmungsrecht.
Die Umsetzung bis hin zum Schnitt jeder Episode erfolgte durch ein individuell zusammengestelltes Filmteam. Nur in sehr wenigen Ausnahmefällen waren Personen maßgeblich an der Umsetzung mehrerer Episoden beteiligt. Zur Betonung des föderalistischen Gedankens des Projektes wurde außerdem jede Episode in einer anderen Stadt im Bundesgebiet gedreht. Erst nach Abschluss der Dreharbeiten wurden die so entstandenen 19 Kurzfilme nach dramaturgischen Gesichtspunkten zu einem Langfilm zusammengeführt. Alle 19 Episoden des Films können online abgerufen werden.

## Kritiken
„‚GG19‘ zeichnet ein seltsames Bild von der Republik. Nur undeutlich sind die normalen Lebensumstände von Menschen wie du und ich zu erkennen. Fast allen Beiträgen eignet eine leicht verzerrte Ästhetik, so als wäre Franz Kafka der Schutzheilige des bürgerlichen Lebens in diesem Land, und das ‚Kafkaeske‘ die Grundstimmung.“

„Das Ergebnis (…) ernüchtert. Denn die meisten Regisseure dieser Kompilation (…) haben nicht viel zu erzählen“

„Auffällig ist, dass die Debatten um Bürgerrechte und den drohenden Überwachungsstaat im Film überhaupt nicht vorkommen. Und so beleuchtet der Film seltsam abstrakt Grundrechte, die doch spätestens seit den Terroranschlägen vom 11. September ganz real bedroht sind (...) Schließlich rauschen in über zwei Stunden 19 Kurzfilme am Zuschauer vorbei: Für einen Kinofilm ist das einfach nur zu viel, zu lang, und leider oft auch viel zu langweilig. Gemeinschaftskundelehrer werden mit diesem Film vermutlich trotzdem ihre Schulklassen quälen.“

„Dabei ist die Kompilation vor allem ein Beleg dafür, dass eine gute Absicht nicht automatisch einen guten Film nach sich zieht: Sie vermittelt keine ‚guten Gründe für die Demokratie‘, sondern stellt sich eher durch filmischen Dilettantismus ins film-gesellschaftliche Abseits.“

## Sonstiges
Zum Film erschien 2007 auch ein gleichnamiges Buch. Am 26. November 2007 wurde ein bundesweites Schulprojekt Ein guter Tag für die Demokratie zu dem Film gestartet. Der Artikel 20 des Grundgesetzes für die Bundesrepublik Deutschland („Alle Macht geht vom Volke aus“) stand Pate für das gesamte Projekt GG 19, das als „Anstiftung zur Demokratie“ verstanden werden soll.
Vom Arbeitskreis Filmbildung (AKF) der Länderkonferenz Medienbildung (LKM) wurde der Film GG 19 für die schulische und außerschulische Bildungsarbeit empfohlen. Die DVD enthält umfangreiches didaktisches Begleitmaterial im ROM-Teil für die Sekundarstufen I und II.